# Теркая (комуна)
Теркая (рум. Tărcaia) — комуна у повіті Біхор в Румунії. До складу комуни входять такі села (дані про населення за 2002 рік):
- М'єраг (212 осіб)
- Теркая (1188 осіб) — адміністративний центр комуни
- Теркейца (433 особи)
- Тоторень (321 особа)

Комуна розташована на відстані 379 км на північний захід від Бухареста, 59 км на південний схід від Ораді, 95 км на захід від Клуж-Напоки, 130 км на північний схід від Тімішоари.

## Населення
За даними перепису населення 2002 року у комуні проживали 2154 особи.
Національний склад населення комуни:
| Національність | Кількість осіб | Відсоток |
| -------------- | -------------- | -------- |
| угорці         | 1161           | 53,9%    |
| румуни         | 989            | 45,9%    |
| українці       | 3              | 0,1%     |
| німці          | 1              | < 0,1%   |

Рідною мовою назвали:
| Мова      | Кількість осіб | Відсоток |
| --------- | -------------- | -------- |
| угорська  | 1163           | 54,0%    |
| румунська | 990            | 46,0%    |
| німецька  | 1              | < 0,1%   |

Склад населення комуни за віросповіданням:
| Релігія        | Кількість осіб | Відсоток |
| -------------- | -------------- | -------- |
| реформати      | 953            | 44,2%    |
| православні    | 856            | 39,7%    |
| баптисти       | 186            | 8,6%     |
| бретрени       | 115            | 5,3%     |
| римо-католики  | 20             | 0,9%     |
| адвентисти     | 6              | 0,3%     |
| п'ятдесятники  | 5              | 0,2%     |
| греко-католики | 3              | 0,1%     |